# Восточные горы Кхаси
Восточные горы Кхаси (англ. East Khasi Hills) — округ в индийском штате Мегхалая. Образован в 1976 году. Административный центр — город Шиллонг. Площадь округа — 2752 км². По данным всеиндийской переписи 2001 года население округа составляло 660 923 человека. Уровень грамотности взрослого населения составлял 76,1 %, что значительно выше среднеиндийского уровня (59,5 %). Доля городского населения составляла 42 %.